# 奇雲·甘普
奇雲·甘普（1990年10月9日—），斯洛文尼亞足球員，出身勒沃庫森青訓系統，司職中場，現時效力德甲球會RB萊比錫。

## 個人
奇雲甘普出生於德國，能選擇代表德國又可以代表斯洛文尼亞，最終他選擇代表斯洛文尼亞。

## 位置
甘普在薩爾斯堡紅牛時曾擔任右翼和左翼，在多蒙特時擔任翼鋒和進攻中場，而在斯洛文尼亞國家隊中，他所踢的位置是進攻中場。

## 球會生涯

### 早年
他的足球生涯在利華古遜開始，但僅為球隊上陣一場比賽，之後便放至低組別聯賽上陣。當時曾被外借至格雷特霍夫一段時間，在效力於奧斯納貝克時迎來第一個巔鋒。
甘普在2012年以25萬歐元的身價轉投德乙升班馬阿倫。不過，他僅為阿倫上陣4次，就取得2個入球和3個助攻，吸引薩爾斯堡的注意。

### 薩爾斯堡紅牛
薩爾斯堡紅牛在2012年夏季轉會窗結束前以毀約金的300萬歐元簽入甘普。薩爾斯堡當時亦繼沙迪奧文尼、阿倫卡華奴和蘇利安奴後，再添一員鋒線猛將，在效力期間，與沙迪奧文尼組成薩爾斯堡兩大威脅。

### 多蒙特
冬歇期間，多蒙特以1200萬歐元簽入甘普。

## 球風
甘普球風靈活敏捷，在單對單對決中，他都依靠腳下的精湛技術過掉對手。同時，良好的入球觸覺和開闊視野亦令他經常有所進賬或助攻。